# Megaporus fischeri
Megaporus fischeri är en skalbaggsart som beskrevs av Mouchamps 1964. Megaporus fischeri ingår i släktet Megaporus och familjen dykare. Inga underarter finns listade i Catalogue of Life.